# Соко и Снешко Белић
Соко и Снешко Белић (енгл. The Falcon and the Snowman), амерички је шпијунски трилер филм из 1985. у режији Џона Шлезинџера. Сценарио је написао Стивен Заилијан. У филму играју Тимоти Хатон и Шон Пен. 
Након што му отац (Пет Хингл) нађе посао у ЦИА-и, Кристофер Бојс (Тимоти Хатон) открива мање угледну страну америчке владе кроз руковање поверљивим документима. Како постаје све више разочаран, Бојс одлучује да прода информације Русима у чину пркоса. Бојсов пријатељ зависник од дроге, Долтон Ли (Шон Пен), укључује се у заверу и делује као посредник између Бојса и Совјета, али нестални Ли не успева да прикрије своје трагове.

## Радња
Филм је заснован на стварним догађајима и говори о шпијунској причи, чији је разлог била жеља двоје младих да за неку награду пренесу тајне материјале запосленима у совјетској амбасади у Мексику.
Године 1974, пропалог семинаристе Кристофера Бојса запослио је његов отац, бивши радник ФБИ, у тајном одељењу које је обрађивало строго поверљиве информације које су стизале са шпијунских сателита. С обзиром на недостатак контроле, Кристофер је могао да направи копије докумената који су били у обради. Незадовољан неким поступцима америчке владе и разочаран политиком председника Никсона, младић је одлучио да покуша да папире пребаци у руке совјетске обавештајне службе и, ако је могуће, заради на томе.
Као партнере, Кристофер је узео свог пријатеља из детињства Далтона, сина богатих родитеља, несрећног курира за дрогу из средње класе који је недавно пао у руке полиције и пуштен уз кауцију. Долтон је са својом уобичајеном спонтаношћу ушао на територију совјетске амбасаде у Мексику и понудио своје услуге. Достављени материјали су заинтересовали КГБ и новим агентима су дата упутства и савети да користе камеру за снимање микрофилмова.
Први успеси окренули су главе новопеченим шпијунима, али је убрзо Далтоново недолично понашање довело до тога да га је мексичка полиција привела. После бруталног испитивања, Мексико га је изручио америчкој страни, а Бојсово хватање није дуго трајало. Пријатно голицајућа авантура завршила се изузетно тешком казном. Агенти Фалкон и Сноумен одведени су у савезни затвор, један од њих осуђен на доживотну, а други на четрдесет година затвора.